# Escadron de transformation Rafale 3/4 Aquitaine
L'Escadron de transformation Rafale 3/4 Aquitaine est une unité de combat de l'armée de l'air française volant sur Dassault Rafale actuellement stationnée sur la base aérienne 113 de Saint-Dizier. 
Il a pour mission principale la formation des pilotes ainsi que des navigateurs de l'Armée de l'air et de la Marine nationale sur l'avion Rafale B. Il a pour autre mission de soutenir les exportations du Rafale en formant les clients étrangers à l'aéronef.

L'unité a repris les traditions de l'Escadron de Bombardement 2/92 Aquitaine qui volait sur Vautour puis du CIFAS 328 Aquitaine sur Mirage IVA.

L'escadron est reformé sous la désignation d'Escadron de Transformation Rafale 2/92 Aquitaine le 6 octobre 2010 lors d'une cérémonie sur la base de Saint-Dizier présidée par le ministre de la Défense. 
L'ETR 2/92 Aquitaine est rattaché depuis le 26 août 2015 à la 4e Escadre de chasse reformée le même jour sur la base aérienne de Saint Dizier.
Il a pris sa désignation actuelle d'Escadron de Transformation Rafale 3/4 Aquitaine le 1er septembre 2016.
L'escadron utilise les Rafale de l'Armée de l'Air mais également un Rafale M mis à la disposition par la Marine Nationale. En 2017 trois Rafale M sont affectés à l'escadron.

## Historique

### Cognac

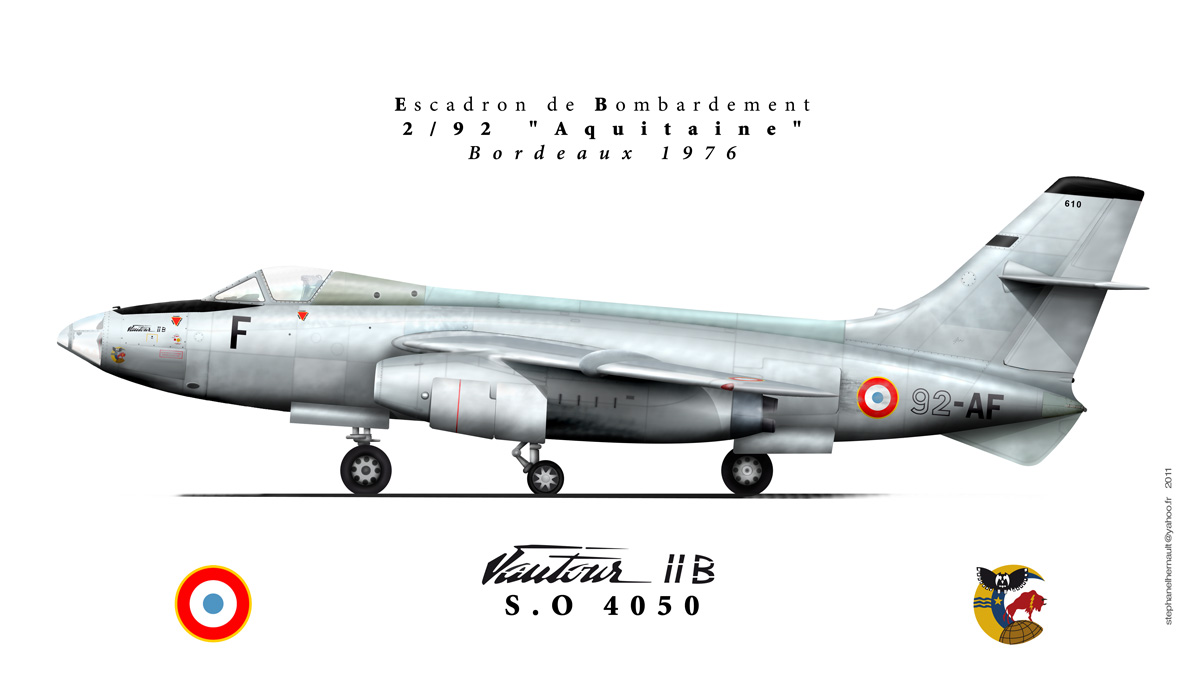
Vautour IIB du 2/92 Aquitaine

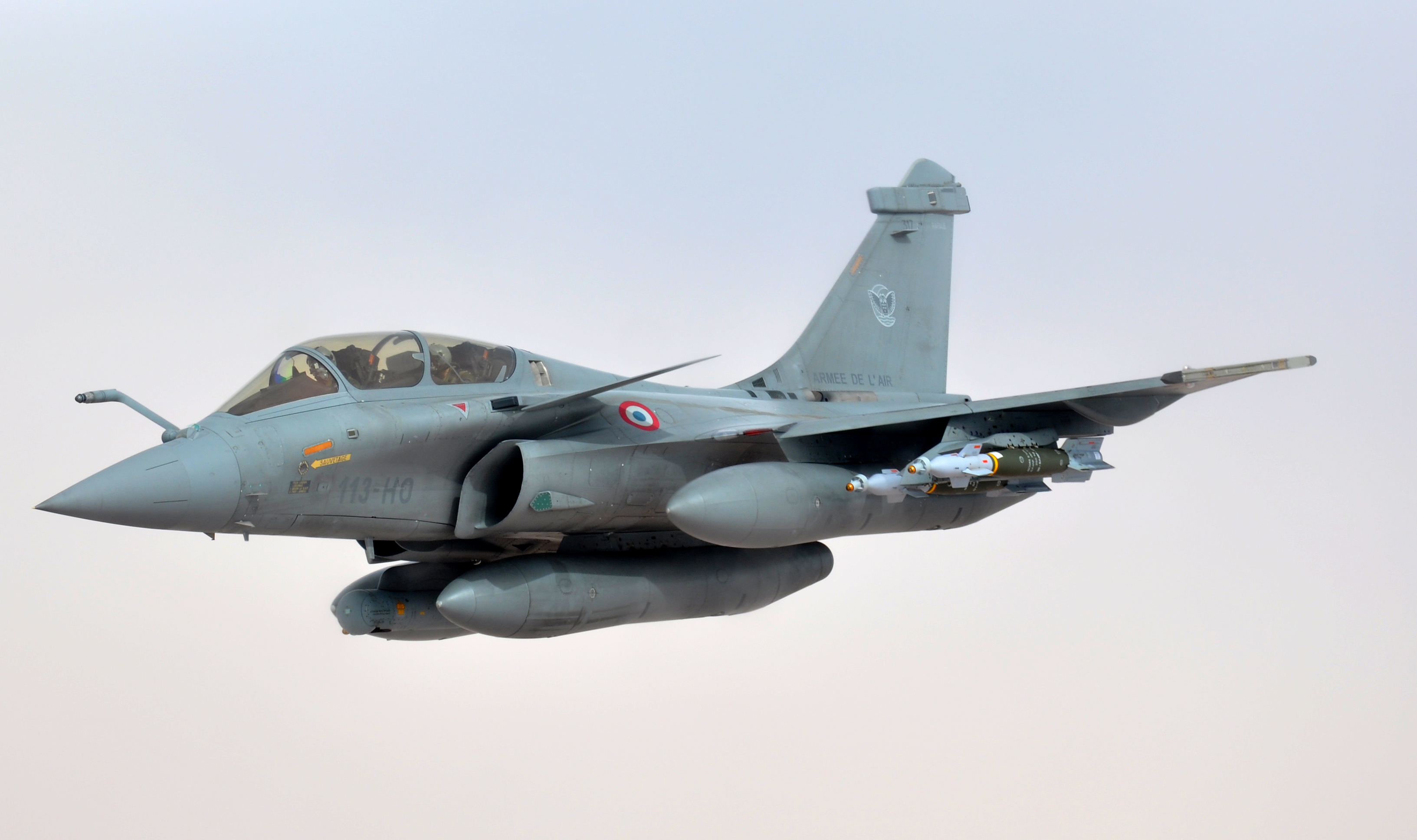
Rafale B317 113-HO de l'ETR 2/92

Le Centre d'Instruction du Bombardement 328 est créé sur la Base aérienne 135 de Cognac. Constitué d'un escadron sur B-26 Invader et d'un autre sur CM-170 Magister, Vautour IIA et Vautour IIB, sa mission est la sélection et l'instruction des futurs équipages des unités de B-26 et des escadrons de Vautour de bombardement. 

La 92e Brigade de Bombardement est formée le 12 décembre 1958 à Cognac. 

L'Escadron de Bombardement 2/92 est créé  vers la fin 1959. Le 26 mai 1959 l'escadron reprend les traditions du GB I/25 Tunisie et porte la désignation d'Escadron de Bombardement 2/92 Aquitaine (le  nom Tunisie est abandonné du fait de l’accès à l’indépendance de la Tunisie).

En plus du 2/92 la 92e Brigade est alors composée du CIB 328, de l'Escadron de Bombardement 1/92 Bourgogne. Les trois escadrons volent sur la version biplace Vautour IIB, avec le bombardement à haute altitude comme mission principale.

### Sur Vautour à Bordeaux
Entre mars et avril 1961 la 92e Brigade s'installe sur la base de Bordeaux-Mérignac. 
Quatre Vautour du 2/92 sont détachés un mois au Siam dans le cadre de manœuvres de l'OTASE.
La 92e Brigade devient la 92e Escadre de Bombardement le 1er mai 1964, avec les 1/92 Bourgogne et 2/92 Aquitaine qui lui sont rattachés.

## Désignations successives
- Escadron de Bombardement 2/92 Aquitaine : du 1er novembre 1958 au 1er septembre 1974
- Centre d'instruction des Forces aériennes stratégiques (CIFAS) 328 Aquitaine : du 01/09/1978 au 01/09/1991
- Centre d'Instruction Tactique (CITAC) 339 Aquitaine : du 05/03/2001 au 30/06/2006
- Escadron de transformation Rafale 2/92 Aquitaine : du 01/06/2010 au 31/08/2015
- Escadron de transformation Rafale 3/4 Aquitaine : à partir du 1er septembre 2016[4]

## Rattachements successifs
- 92e escadre de bombardement : du 01/11/1958 au 01/09/1974
- 4e escadre de chasse : à partir du 26/08/2015

## Escadrilles
- Escadrille 4B3
- Escadrille I/25 (2)
- Escadrille SPA 160 "Diable rouge" (depuis le 1er septembre 2016)

## Bases
- Base aérienne 135 Cognac (1958-1961)
- Base aérienne 106 Bordeaux-Mérignac (1961-1991)
- Base aérienne 116 Luxeuil-Saint Sauveur (1991-2006)
- Base aérienne 113 Saint-Dizier-Robinson (à partir de 2010)

## Appareils
SNCASO SO-4050 Vautour II B/N (1957-1973)
Dassault Mirage III B (1973-1988)
Dassault Mirage IV A (1971-1991)
SEPECAT Jaguar E (2001-2006)
Dassault Mirage 2000 N (Uniquement les traditions ont été affectées au CFEN de Luxeuil qui appartenait au 2/4 Lafayette jusqu'à leur départ sur Rafale en 2010).  (2006-2010)
Dassault Rafale B/C (Depuis le 6 octobre 2010) 
Dassault Rafale M (depuis 2015 et 3 en 2017)

## Sources
- Historique de la 25e Escadre de Bombardement du CIFAS328 "Aquitaine" 1936-1992 - 56 ans d'histoire édité par l'escadron en 1992